# Maciej Rosołek
Maciej Rosołek (Siedlce, 2 de septiembre de 2001) es un futbolista polaco que juega de delantero en el GKS Katowice de la Ekstraklasa.

## Carrera
Rosołek pasó varios años en la cantera del Pogoń Siedlce de su ciudad natal antes de ser fichado por el Legia de Varsovia en la temporada 2015/16. Después de dos años en las reservas del club, Aleksandar Vuković ascendió al delantero polaco al primer equipo durante la pretemporada previa a la campaña 2019/20, debutando en la Ekstraklasa el 9 de noviembre de 2019 ante el Górnik Zabrze en la victoria por 5-1 en el Estadio del Ejército Polaco como sustituto del brasileño Luquinhas. Su primer gol en liga tuvo lugar el 9 de febrero de 2020, en la victoria en casa frente el ŁKS Łódź por 3-1. El 14 de agosto de 2020, Maciej Rosołek fue el autor de un hat-trick en la contundente victoria por 1-6 al GKS Bełchatów en la Copa de Polonia.
En el mercado de invierno de la temporada 2020-21 se marchó en condición de cedido al Arka Gdynia de la I Liga, en busca de más minutos. Durante su estancia en Gdynia, ayudó al club a posicionarse en la parte alta de la I Liga, anotando diez goles en dieciséis partidos y compitiendo en los playoffs de ascenso para la Ekstraklasa. El 31 de agosto de 2021 se anunció la renovación de Rosołek con la entidad varsoviana, seguida de una nueva cesión al Arka para la temporada 2021/22. No obstante, los malos resultados del equipo varsoviano motivaron su regreso en el mercado invernal, acortando su sesión en el club de la Triciudad. El 4 de febrero, tras su vuelta a la capital, fue titular con el Legia en la victoria por 3-1 ante el Zagłębie Lubin, siendo además el autor del primer gol del partido. El 8 de diciembre de 2022 anunció su ampliación con el club legionario hasta el 30 de junio de 2025. No obstante, y a pesar de llevar nueve años en el club varsoviano, el entrenador Gonçalo Feio anunció que el delantero no entraba en sus planes para la temporada 2024/25. El 25 de julio de 2024 se anunció su fichaje por el Piast Gliwice, equipo con el que firma hasta 2025. Abandonó el Legia después de anotar 17 goles en 131 partidos con la camiseta "eLka".

## Palmarés

### Títulos nacionales
| Título               | Club              | País    | Año     |
| -------------------- | ----------------- | ------- | ------- |
| Ekstraklasa          | Legia de Varsovia | Polonia | 2019-20 |
| Ekstraklasa          | Legia de Varsovia | Polonia | 2020-21 |
| Copa de Polonia      | Legia de Varsovia | Polonia | 2022-23 |
| Supercopa de Polonia | Legia de Varsovia | Polonia | 2023    |